# Oswald Hafenrichter
 (octobre 2018).
Si vous disposez d'ouvrages ou d'articles de référence ou si vous connaissez des sites web de qualité traitant du thème abordé ici, merci de compléter l'article en donnant les références utiles à sa vérifiabilité et en les liant à la section « Notes et références ».
Oswald Hafenrichter, né en Basse-Styrie, à Oplotnica (Autriche-Hongrie, actuellement en Slovénie), le 10 avril 1899 et mort à Londres en mai 1973, est un monteur de film d'origine autrichienne.

## Biographie
Oswald Hafenrichter commence sa carrière en travaillant sur plusieurs films allemands dans les années 1930 puis quelques films italiens au milieu des années 1940. À la fin de la Seconde Guerre mondiale, il déménage en Angleterre où il travaille sur des films britanniques de l'époque, dont Un mari idéal (An Ideal Husband) en 1947. Il œuvre également pour Carol Reed sur des films classiques comme Première Désillusion (The Fallen Idol) en 1949 et, l'année suivante, Le Troisième Homme pour lequel il reçoit une nomination aux Oscars. Ensuite Hafenrichter alterne entre l'Italie et l'Angleterre jusqu'à la fin de sa carrière, dans les années 1970, avec le montage d'une série de films d'horreur aux Hammer Film Productions.

## Filmographie (comme monteur)
- 1931 : Jeunes Filles en uniforme (Mädchen in Uniform) de Leontine Sagan
- 1932 : Gitta entdeckt ihr Herz
- 1932 : Liebe auf den ersten Ton
- 1933 : La Chorale de Leuthen (Der Choral von Leuthen)
- 1934 : La Paloma. Ein Lied der Kameradschaft
- 1935 : Punks kommt aus Amerika
- 1935 : Le Domino vert (Der grüne Domino)
- 1935 : Liebeslied
- 1936 : Heißes Blut
- 1936 : Opernring
- 1937 : Scipion l'Africain
- 1937 : Mutterlied
- 1938 : Le Roman d'un génie (Giuseppe Verdi)
- 1938 : Dir gehört mein Herz
- 1939 : Marionette de Carmine Gallone
- 1939 : Il sogno di Butterfly
- 1940 : Manon Lescaut de Carmine Gallone
- 1940 : Plus fort que l'amour
- 1940 : Amami, Alfredo!
- 1947 : Un mari idéal (An Ideal Husband) d'Alexander Korda
- 1948 : Première Désillusion (The Fallen Idol)
- 1949 : Le Troisième Homme
- 1950 : Cette sacrée jeunesse
- 1950 : Caiçara
- 1951 : Terra É Sempre Terra
- 1951 : Ângela
- 1952 : Tico-Tico no Fubá
- 1952 : Sai da Frente
- 1952 : Appassionata
- 1952 : Nadando em Dinheiro
- 1952 : Veneno
- 1953 : Luz Apagada (en)
- 1953 : Esquina da Ilusão
- 1953 : Sans peur, sans pitié (O Cangaceiro)
- 1953 : Uma Pulga na Balança
- 1953 : A Família Lero-Lero
- 1954 : Na Senda do Crime
- 1954 : É Proibido Beijar
- 1954 : Candinho
- 1954 : Floradas na Serra
- 1955 : Armas da Vingança
- 1955 : Sinhá Moça
- 1956 : O Sobrado
- 1956 : A Estrada
- 1957 : Sous le plus petit chapiteau du monde (The Smallest Show on Earth)
- 1957 : Esclave des Amazones (Love Slaves of the Amazons) de Curt Siodmak
- 1958 : Hello London
- 1958 : L'habit fait le moine (Law and Disorder) de Charles Crichton
- 1959 : Jet Storm
- 1960 : Foxhole in Cairo
- 1960 : Faces in the Dark
- 1960 : The Hands of Orlac
- 1961 : Les Joyeux Voleurs (The Happy Thieves)
- 1961 : Enter Inspector Duval
- 1962 : La Vengeance du docteur Corrie
- 1962 : Out of the Fog
- 1963 : Sparrows Can't Sing
- 1963 : Ladies Who Do
- 1964 : Das Verrätertor
- 1965 : Le Crâne maléfique
- 1965 : Dr. Who and the Daleks
- 1966 : Poupées de cendre (The Psychopath) de Freddie Francis
- 1966 : La Planque (The Trygon Factor)
- 1966 : The Deadly Bees
- 1967 : Le Coup du lapin (Danger Route) de Seth Holt
- 1969 : Le Gang de l'oiseau d'or (The File of the Golden Goose) de Sam Wanamaker
- 1970 : La Terreur des Banshee (Cry of the Banshee) de Gordon Hessler
- 1970 : L'Abominable Homme des cavernes (Trog) de Freddie Francis
- 1973 : La Chair du diable (The Creeping Flesh) de Freddie Francis
- 1973 : Le Caveau de la terreur (The Vault of Horror) de Roy Ward Baker